# Camille Gladu
Camille Gladu, né le 20 octobre 1872 à Clarence-Rockland en Ontario et mort le 5 novembre 1921 à Vanier, est le premier maire de la ville d'Eastview, cité qui sera dénommée plus tard Vanier en l'honneur de Georges-Philias Vanier (1888-1959), premier gouverneur général du Canada d'origine canadienne-française.

## Biographie
En 1880, la famille Gladu s'installe à Janeville. Il devint boucher de profession.
En 1908, les communautés de Janeville, Clarkstown et Clandeboye se sont unies pour devenir le village d'Eastview.
En 1909, le bourg de Janeville devint un quartier de la nouvelle cité de Eastview. Il fut désigné préfet de cette communauté villageoise.
Eastview devint une ville en 1913. Cette année là le premier maire élu de cette nouvelle cité fut Camille Gladu. Il fut battu deux ans plus tard et occupa le poste de chef de la police locale.
En 1920, il contesta les résultats de l'élection municipale qui le donnaient perdant. Il fut alors désigné une nouvelle fois maire de la petite cité.
Camille Gladu mourut en 1921 de complications liées à du diabète tout en restant à son poste de maire.